# Hemistola vernaria
Hemistola vernaria là một loài bướm đêm trong họ Geometridae.